# Kancsár Evelin
Kancsár Evelin Renáta (Budapest, 1997. március 25. –) labdarúgó, középpályás. Jelenleg az Astra Hungary FC játékosa.

## Pályafutása

### Klubcsapatban
Az Astra csapatában, 2011-ben mutatkozott be az élvonalban. 2011 óta az Astra labdarúgója. Az nb1 mellett az U17-es, és a blsz bajnokságokban is szerepel.

## Sikerei, díjai
- Magyar bajnokság
  - 2.: 2012–13